# Col du Kerenzerberg
Le col du Kerenzerberg est un point de passage routier en Suisse. Situé dans les Alpes glaronaises, il forme un plateau élevé au-dessus du lac de Walenstadt avec les communes de Filzbach et d'Obstalden, dans le canton suisse de Glaris. Il s'élève à 742 m d'altitude et relie Mollis et Mühlehorn par un tunnel.